# Aplodismenty, aplodismenty...
Aplodismenty, aplodismenty... (russisk: Аплодисменты, аплодисменты…) er en sovjetisk spillefilm fra 1984 af Viktor Buturlin.

## Medvirkende
- Ljudmila Gurtjenko som Valerija Gontjarova
- Oleg Tabakov som Sjevtsov
- Olga Volkova som Polina
- Aleksandr Filippenko som Vadim Gontjarov
- Karina Moritts som Aljona